# 皇帝マクシミリアン1世の肖像

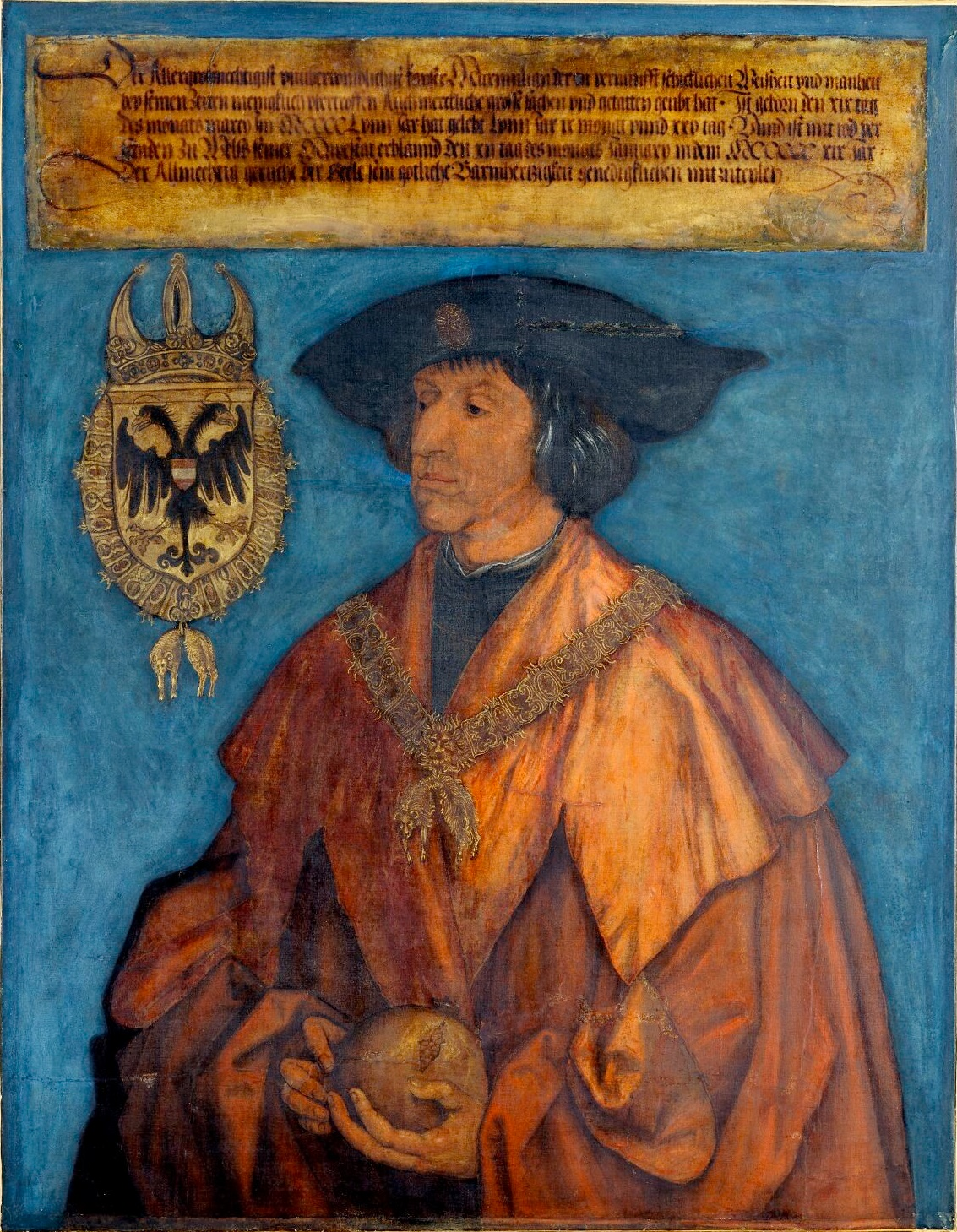
『皇帝マクシミリアン1世の肖像』麻布上にテンペラ、86.2 cm x 67.2 cm、ゲルマン国立博物館 (ニュルンベルク)

『皇帝マクシミリアン1世の肖像』（こうていマクシミリアン1せいのしょうぞう、独: Bildnis Kaiser Maximilian I.、英: Portrait of Maximilian I）は、アルブレヒト・デューラーにより1519年に制作された絵画である。神聖ローマ皇帝マクシミリアン1世が板上に油彩で描かれている。画家は皇帝のために多くの仕事を手掛けたが、その大部分は版画で、絵画作品として知られるのは本作とゲルマン国立博物館 (ニュルンベルク) 所蔵作品の肖像画2点だけである。本作は、オーストリアのウィーン美術史美術館に所蔵されている。

## 背景
1512年の春、新しく選出されたハプスブルク家の皇帝マクシミリアン1世がニュルンベルクに滞在し、デューラーと知り合った。皇帝とその家を記念して、デューラーは193枚の木版画を組み合わせた、大きな凱旋門を制作し、その報酬として毎年100フロリンを受け取った。

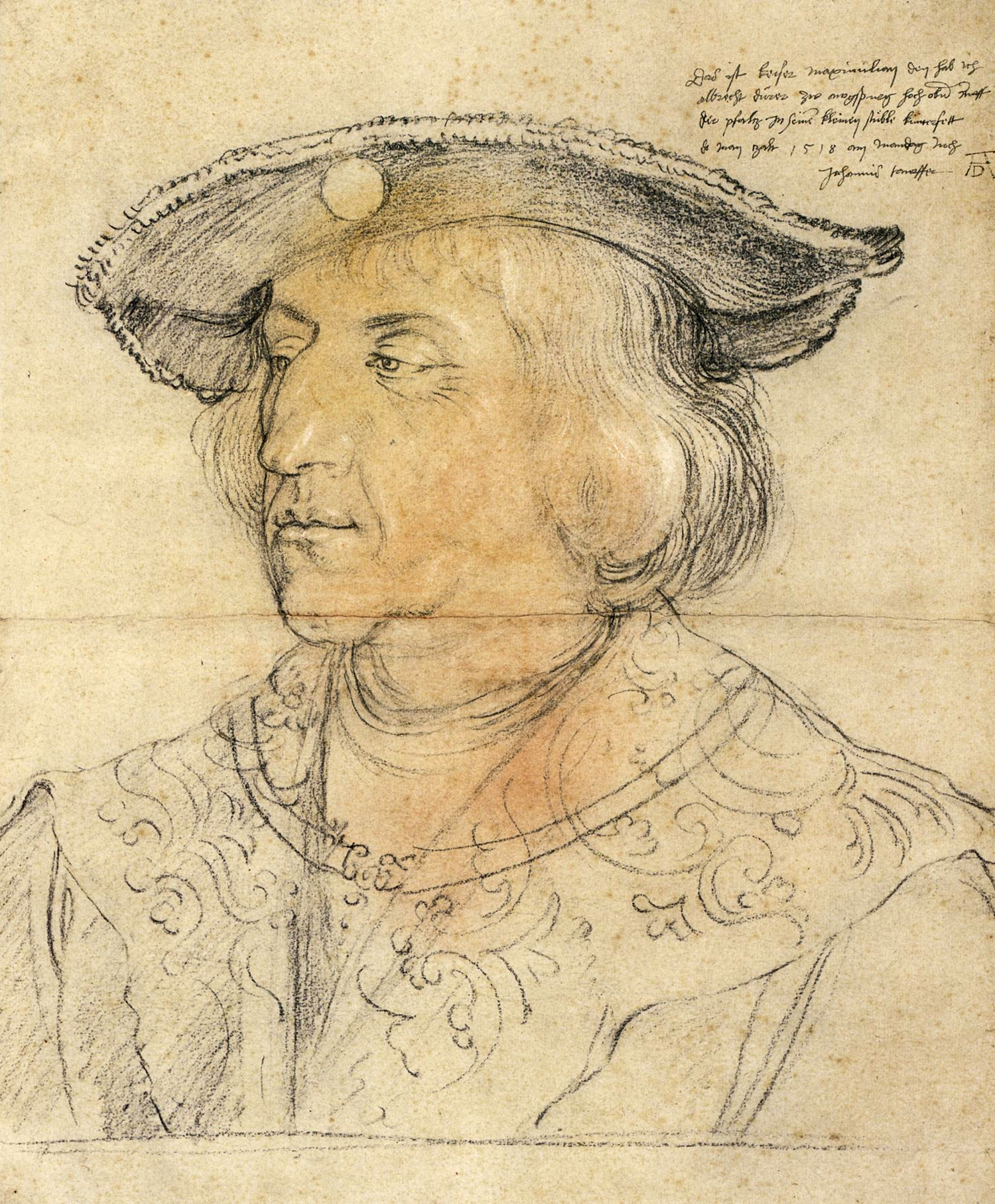
準備素描 (アルベルティーナ、ウイーン)

1518年、アウクスブルク帝国議会の最中に、マクシミリアンはデューラーに自分の肖像画を描くよう頼んだ。画家はアウクスブルク城で皇帝に会って、皇帝の鉛筆画を描いたが、この素描の余白に画家は「皇帝マクシミリアンである。アルブレヒト・デューラーが、アウクスブルクの宮殿にある皇帝の小部屋で描いた。1518年6月28日、月曜日」と記している。
素描は現在、ウィーンのアルベルティーナにある。後に、画家はこの素描に基づいて、まず、布絵 (麻布に地塗りを施さずにテンペラで描いた絵画) の肖像画 (ゲルマン国立博物館) を、次に板絵の本肖像画を描いたと考えられる。本作は、皇帝の崩御後に、現在見る形になったと想定される。

## 概要
皇帝は、4分の3正面向きで緑色の背景の中に描かれている。フランドル絵画の伝統に則り、腕は絵画の下側の縁にある見えない欄干の上に置かれている。
皇帝の左手には大きなザクロがあるが、ザクロの解釈については様々な説がある。ザクロは、内面の「高貴さ」の象徴として、皇帝が若年のころより好んだものだという。また「多様性の統合」の象徴であり、したがって皇帝が統治した神聖ローマ帝国（穀物は、皇帝の家臣たちを表している）の象徴であるとも考えられている。他にもギリシア神話のペルセポネーが表す「死」の象徴とも、1492年のキリスト教徒によるグラナダの征服の象徴ともいわれている。
マクシミリアンは、非常に幅の広い毛皮の襟のついたガウンと、中央にブローチのついた、つばの広い暗色の帽子を身に着けている。当時マクシミリアンは59歳であり、白髪が年老いてはいるものの、貴族的な顔を縁取っている。威厳と力の印象は、皇帝の姿が画面いっぱいに大きく描かれていることと、輝く毛皮の襟の描写によって達成されている。デューラーは、「最後の騎士」と呼ばれたこの人物を真に高貴な姿として永遠に留めようと願ったに違いない。
左上には、ハプスブルク家の紋章と金羊毛騎士団の鎖があり、右横に皇帝の称号と業績を示す大文字の長い碑文が記されている。